# Braintree, Massachusetts

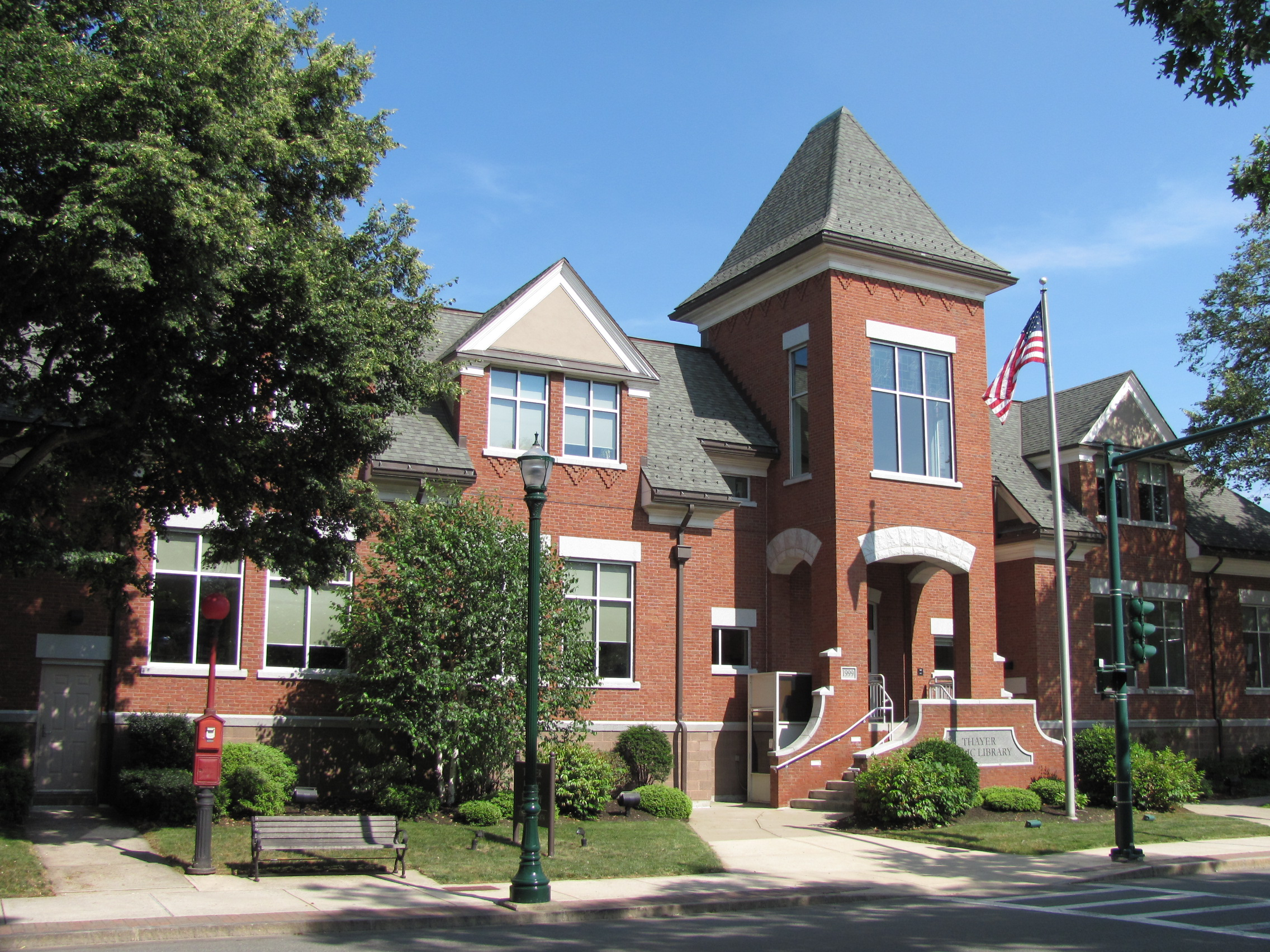
Thayer Public Library i Braintree.

Braintree är en småstad vid Penn's Hill utanför Quincy i Norfolk County, Massachusetts. Det var här USA:s första vicepresident och andra president John Adams växte upp.